# Museo Juan Barjola
El museo Juan Barjola es un museo situado en la localidad asturiana de Gijón, España. El museo fue inaugurado el 16 de diciembre de 1988 tras la donación por parte del pintor de 104 obras correspondientes a los años que van desde el 1950 al 1988. Está gestionado por la Consejería de Cultura del Principado de Asturias.

## Edificio
El museo tiene su sede en el Conjunto de la Trinidad, edificio histórico de cuatro plantas. Casa-palacio datada en el siglo XVII, de estilo neoclásico.

## Exposición
La exposición ocupa tres de las cuatro plantas del edificio. La planta baja está destinada a exposiciones temporales, preferentemente la zona de la capilla. El recorrido se empieza desde la tercera planta en dónde están situados sus primeros trabajos, pertenecientes a la década de los cincuenta. Se continua por la segunda planta con obras de la década de los setenta para finalizar en la primera planta con cuadros de la década de los ochenta.
La  Asociación Profesional de Fotoperiodistas Asturianos (APFA) presenta cada año en el museo la exposición MIRAES, resumen de las fotografías realizadas por sus socios en el año anterior.
Desde 2017 se convoca el premio Museo Barjola. 